# Herman Fossert
Herman Fossert, död 1533, var borgmästare i Stockholm 1527. 
Fosser (ibland kallad Fossert eller Foss) härstammade från en förmögen borgarsläkt i Stockholm. Han blev rådman när Kristian II erövrade Stockholm 1520. Fosser togs snabbt till nåd av Gustav Vasa och utsågs till borgmästare i Stockholm 1527. Han var också myntmästare i Stockholm 1527-1531. Släkten dog ut med Fossers son Hans.